# Copa do Mundo de Rugby Feminino de 2006
A Copa do Mundo de Rugby Feminino de 2006 (oficialmente IRB Rugby World Cup 2006) foi disputada em Edmonton, Alberta, Canadá. O torneio começou em 31 de agosto e terminou em 17 de setembro de 2006. O torneio de 2006 foi a terceira Copa do Mundo aprovada pela IRB, e a quinta depois dos torneios de 1991 e 1994, não reconhecidos.

As Black Ferns (assim é chamada a Seleção feminina da Nova Zelândia) venceu a final derrotando a Inglaterra na final. Foi o terceiro título consecutivo da Nova Zelândia.

## Equipes
O torneio foi realizado com uma fórmula original. As 12 equipas foram divididas em quatro grupos de três equipas. As equipas de um grupo encontraram as equipas de um outro grupo. Grupo A contra o Grupo D e Grupo C contra Grupo D.  As vencedoras de cada grupo foram admitidas para as semifinais pelo primeiro lugar, as segundas para semifinais para o quinto lugar e as terceiras para as semifinais para o nono lugar.
| Grupo A                                 | Grupo B                            | Grupo C                                   | Grupo D                    |
| --------------------------------------- | ---------------------------------- | ----------------------------------------- | -------------------------- |
| - Cazaquistão - Espanha - Nova Zelândia | - Austrália - Irlanda - Inglaterra | - Estados Unidos - França - África do Sul | - Canadá - Samoa - Escócia |

## Jogos

### 1 Rodada
| 31 de Agosto de 2006 |        |        |                                |
| Nova Zelândia        | 66 - 7 | Canadá | Ellerslie Rugby Park, Edmonton |
|                      |        |        | Ellerslie Rugby Park, Edmonton |

| 31 de Agosto de 2006 |        |         |                        |
| Espanha              | 0 - 24 | Escócia | Rugby Park, St. Albert |
|                      |        |         | Rugby Park, St. Albert |

| 31 de Agosto de 2006 |        |       |                                |
| Cazaquistão          | 0 - 20 | Samoa | Ellerslie Rugby Park, Edmonton |
|                      |        |       | Ellerslie Rugby Park, Edmonton |

| 31 de Agosto de 2006 |        |                |                        |
| Inglaterra           | 18 - 0 | Estados Unidos | Rugby Park, St. Albert |
|                      |        |                | Rugby Park, St. Albert |

| 31 de Agosto de 2006 |         |               |                                |
| Austrália            | 68 - 12 | África do Sul | Ellerslie Rugby Park, Edmonton |
|                      |         |               | Ellerslie Rugby Park, Edmonton |

| 31 de Agosto de 2006 |        |        |                        |
| Irlanda              | 0 - 43 | França | Rugby Park, St. Albert |
|                      |        |        | Rugby Park, St. Albert |

### 2 Rodada
| 4 de Setembro de 2006 |        |       |                        |
| Nova Zelândia         | 50 - 0 | Samoa | Rugby Park, St. Albert |
|                       |        |       | Rugby Park, St. Albert |

| 4 de Setembro de 2006 |        |               |                                |
| Inglaterra            | 74 - 8 | África do Sul | Ellerslie Rugby Park, Edmonton |
|                       |        |               | Ellerslie Rugby Park, Edmonton |

| 4 de Setembro de 2006 |        |         |                        |
| Canadá                | 79 - 0 | Espanha | Rugby Park, St. Albert |
|                       |        |         | Rugby Park, St. Albert |

| 4 de Setembro de 2006 |         |        |                                |
| Austrália             | 10 - 24 | França | Ellerslie Rugby Park, Edmonton |
|                       |         |        | Ellerslie Rugby Park, Edmonton |

| 4 de Setembro de 2006 |         |         |                        |
| Cazaquistão           | 17 - 32 | Escócia | Rugby Park, St. Albert |
|                       |         |         | Rugby Park, St. Albert |

| 4 de Setembro de 2006 |         |                |                                |
| Irlanda               | 11 - 24 | Estados Unidos | Ellerslie Rugby Park, Edmonton |
|                       |         |                | Ellerslie Rugby Park, Edmonton |

### 3 Rodada
| 8 de Setembro de 2006 |        |         |                                |
| Nova Zelândia         | 21 - 0 | Escócia | Ellerslie Rugby Park, Edmonton |
|                       |        |         | Ellerslie Rugby Park, Edmonton |

| 8 de Setembro de 2006 |         |       |                        |
| Espanha               | 14 - 12 | Samoa | Rugby Park, St. Albert |
|                       |         |       | Rugby Park, St. Albert |

| 8 de Setembro de 2006 |        |             |                                |
| Canadá                | 45 - 5 | Cazaquistão | Ellerslie Rugby Park, Edmonton |
|                       |        |             | Ellerslie Rugby Park, Edmonton |

| 8 de Setembro de 2006 |        |        |                        |
| Inglaterra            | 27 - 8 | França | Rugby Park, St. Albert |
|                       |        |        | Rugby Park, St. Albert |

| 8 de Setembro de 2006 |        |                |                                |
| Austrália             | 6 - 10 | Estados Unidos | Ellerslie Rugby Park, Edmonton |
|                       |        |                | Ellerslie Rugby Park, Edmonton |

| 8 de Setembro de 2006 |        |               |                        |
| Irlanda               | 37 - 0 | África do Sul | Rugby Park, St. Albert |
|                       |        |               | Rugby Park, St. Albert |

### Classificação
| EQUIPES       | PT | J | V | E | D | 4+ | 7- | PP  | PC  | SP   |
| ------------- | -- | - | - | - | - | -- | -- | --- | --- | ---- |
| Nova Zelândia | 14 | 3 | 3 | 0 | 0 | 2  | 0  | 137 | 7   | 130  |
| Espanha       | 4  | 3 | 1 | 0 | 2 | 0  | 0  | 14  | 115 | -101 |
| Cazaquistão   | 0  | 3 | 0 | 0 | 3 | 0  | 0  | 22  | 97  | -75  |

| EQUIPES    | PT | J | V | E | D | 4+ | 7- | PP  | PC | SP  |
| ---------- | -- | - | - | - | - | -- | -- | --- | -- | --- |
| Inglaterra | 14 | 3 | 3 | 0 | 0 | 2  | 0  | 119 | 16 | 103 |
| Austrália  | 6  | 3 | 1 | 0 | 2 | 1  | 1  | 84  | 46 | 38  |
| Irlanda    | 5  | 3 | 1 | 0 | 2 | 1  | 0  | 48  | 67 | -19 |

| EQUIPES        | PT | J | V | E | D | 4+ | 7- | PP | PC  | SP   |
| -------------- | -- | - | - | - | - | -- | -- | -- | --- | ---- |
| França         | 10 | 3 | 2 | 0 | 1 | 2  | 0  | 75 | 37  | 38   |
| Estados Unidos | 9  | 3 | 2 | 0 | 1 | 1  | 0  | 34 | 35  | -1   |
| África do Sul  | 0  | 3 | 0 | 0 | 3 | 0  | 0  | 20 | 179 | -159 |

| EQUIPES | PT | J | V | E | D | 4+ | 7- | PP  | PC | SP  |
| ------- | -- | - | - | - | - | -- | -- | --- | -- | --- |
| Canadá  | 10 | 3 | 2 | 0 | 1 | 2  | 0  | 131 | 71 | 60  |
| Escócia | 10 | 3 | 2 | 0 | 1 | 2  | 0  | 56  | 38 | 18  |
| Samoa   | 5  | 3 | 1 | 0 | 2 | 0  | 1  | 32  | 64 | -32 |

Pontuação: Vitória=4, Empate=2, Derrota=0, Bônus para equipe que fizer 4 ou mais tries = + 1, Bônus para equipe que perder por 7 pontos ou menos = + 1. 

## Fase Final

### Semifinais 9/12 lugar
| 12 de Setembro de 2006 |         |             |                                |
| Espanha                | 17 - 12 | Cazaquistão | Ellerslie Rugby Park, Edmonton |
|                        |         |             | Ellerslie Rugby Park, Edmonton |

| 12 de Setembro de 2006 |         |               |                        |
| Samoa                  | 43 - 10 | África do Sul | Rugby Park, St. Albert |
|                        |         |               | Rugby Park, St. Albert |

### Semifinais 5/8 lugar
| 12 de Setembro de 2006 |         |           |                        |
| Estados Unidos         | 29 - 12 | Austrália | Rugby Park, St. Albert |
|                        |         |           | Rugby Park, St. Albert |

| 12 de Setembro de 2006 |         |         |                        |
| Irlanda                | 10 - 11 | Escócia | Rugby Park, St. Albert |
|                        |         |         | Rugby Park, St. Albert |

### Semifinais 1/4 lugar
| 12 de Setembro de 2006 |        |            |                                |
| Canadá                 | 6 - 12 | Inglaterra | Ellerslie Rugby Park, Edmonton |
|                        |        |            | Ellerslie Rugby Park, Edmonton |

| 12 de Setembro de 2006 |         |        |                                |
| Nova Zelândia          | 40 - 10 | França | Ellerslie Rugby Park, Edmonton |
|                        |         |        | Ellerslie Rugby Park, Edmonton |

### Disputa do 11º lugar
| 16 de Setembro de 2006 |        |               |                                |
| Cazaquistão            | 36 - 0 | África do Sul | Ellerslie Rugby Park, Edmonton |
|                        |        |               | Ellerslie Rugby Park, Edmonton |

### Disputa do 9º lugar
| 16 de Setembro de 2006 |        |         |                                |
| Samoa                  | 5 - 10 | Espanha | Ellerslie Rugby Park, Edmonton |
|                        |        |         | Ellerslie Rugby Park, Edmonton |

### Disputa do 7º lugar
| 16 de Setembro de 2006 |         |           |                                |
| Irlanda                | 14 - 18 | Austrália | Ellerslie Rugby Park, Edmonton |
|                        |         |           | Ellerslie Rugby Park, Edmonton |

### Disputa do 5º lugar
| 17 de Setembro de 2006 |        |                |                                |
| Escócia                | 0 - 24 | Estados Unidos | Estádio Commonwealth, Edmonton |
|                        |        |                | Estádio Commonwealth, Edmonton |

### Disputa do 3º lugar
| 17 de Setembro de 2006 |        |        |                                |
| Canadá                 | 8 - 17 | França | Estádio Commonwealth, Edmonton |
|                        |        |        | Estádio Commonwealth, Edmonton |

### Final
| 17 de Setembro de 2006 |         |               |                                |
| Inglaterra             | 17 - 25 | Nova Zelândia | Estádio Commonwealth, Edmonton |
|                        |         |               | Estádio Commonwealth, Edmonton |

## Campeãs
| Copa do Mundo de Rugby Feminino de 2006       |
| --------------------------------------------- |
| Nova Zelândia Black Ferns Campeãs (3º título) |